# Verschiedenblättrige Platterbse
Die Verschiedenblättrige Platterbse (Lathyrus heterophyllus) ist eine Pflanzenart aus der Gattung Platterbsen (Lathyrus) in der Unterfamilie der Schmetterlingsblütler (Faboideae).

## Beschreibung

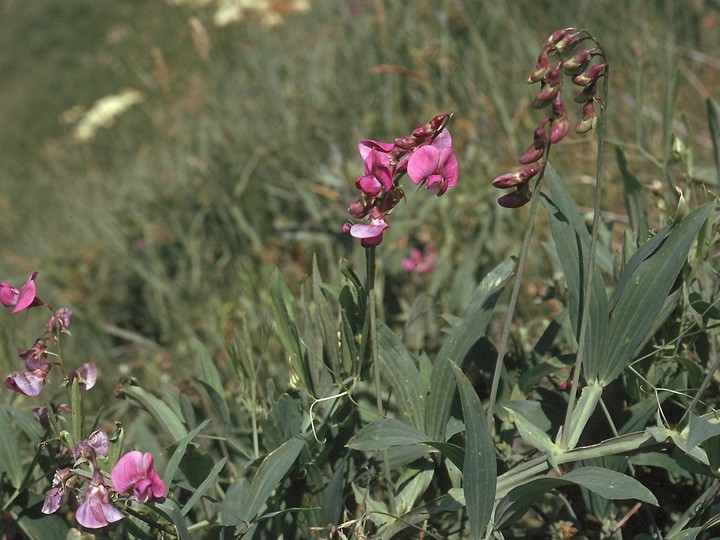
Habitus, Laubblätter und Blütenstände im Habitat

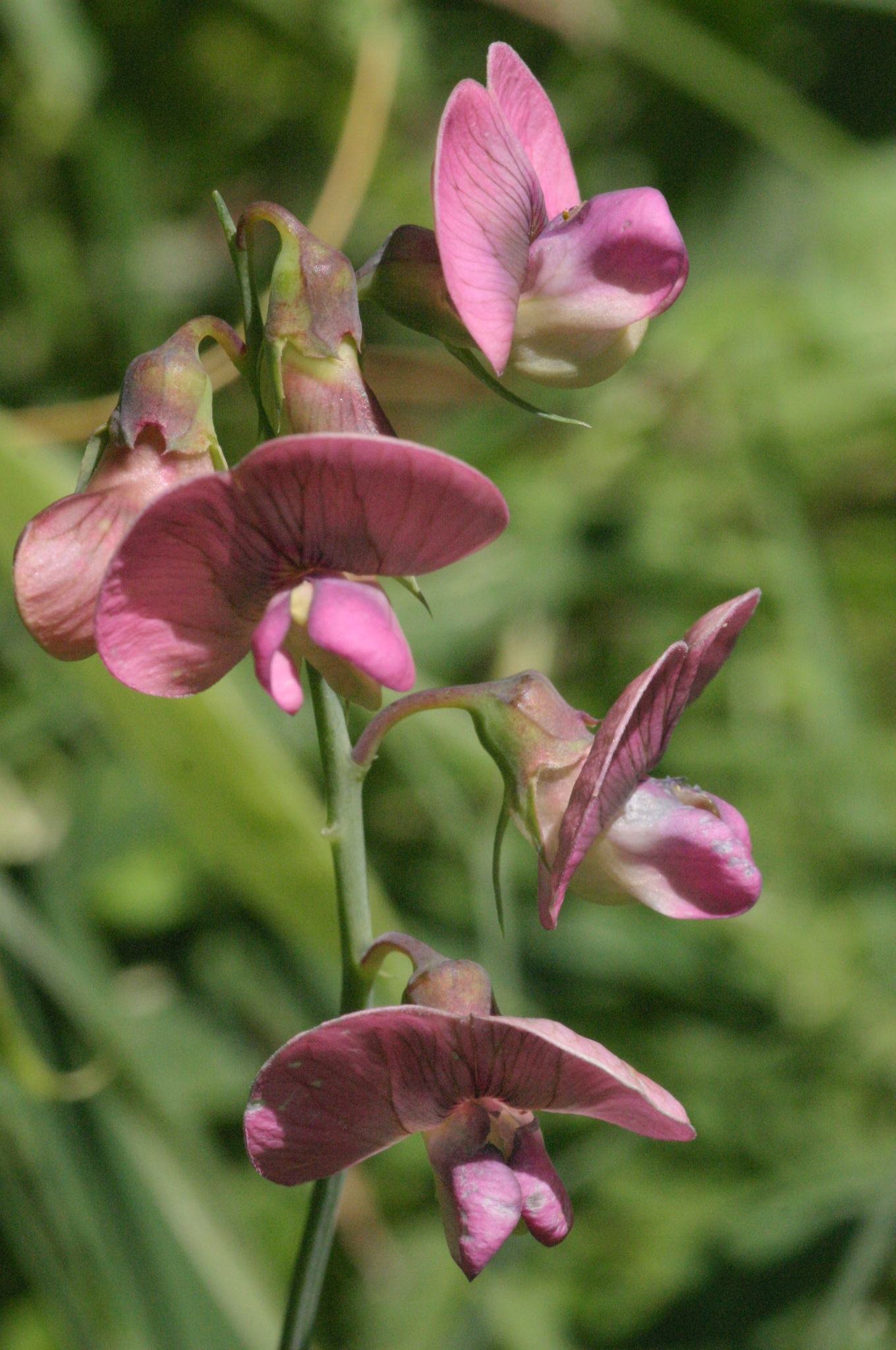
Oberes Ende eines Blütenstandes mit zygomorphen Blüten im Detail, gut zu erkennen sind Kelch und Krone

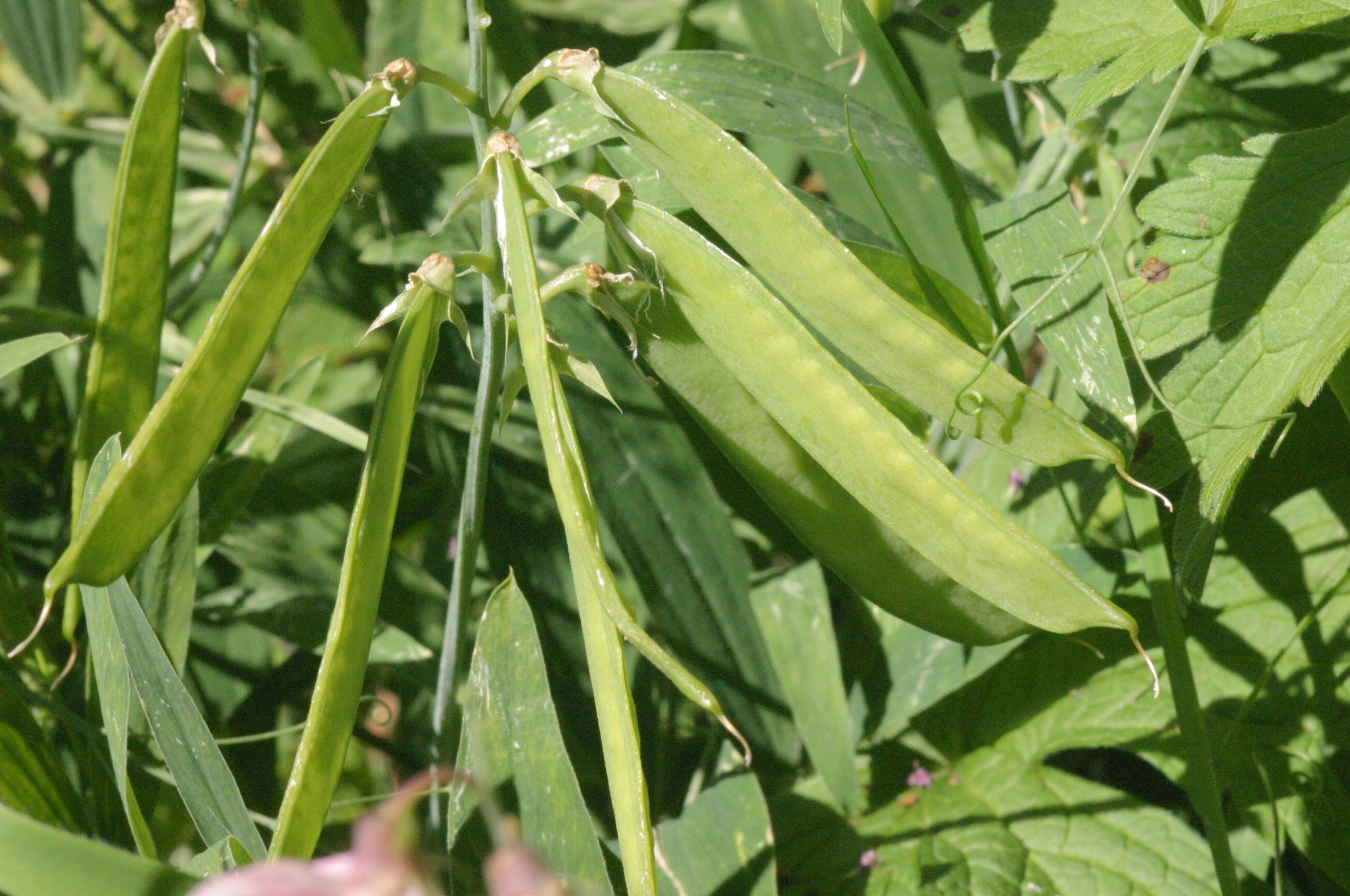
Hülsenfrüchte

### Vegetative Merkmale
Die Verschiedenblättrige Platterbse ist eine ausdauernde, krautige Pflanze. Die niederliegenden bis aufsteigenden oder kletternden Stängel sind oft starkverzweigt und können Längen von 1,5 bis 3 Metern entwickeln. Die Stängel sind durch die 2 bis 3,5 Millimeter breiten Flügel 6 bis 9 Millimeter breit.
Die wechselständigen Laubblätter sind in Blattstiel und -spreite gegliedert. Die Blattstiele sind vom Stängel bis zum ersten Fiederpaar breit geflügelt, aber nicht breiter als der Stängel. Die kahle Blattspreite ist paarig gefiedert und bestehen bei den unteren Blättern aus einem Paar, bei den oberen aus zwei bis drei Paar Blättchen. Die Laubblätter enden meist in einer mehrästigen Ranke, die nur bei den untersten Blättern fehlen kann. Die Blättchen sind bei einer Länge von 5 bis 10 Zentimetern sowie einer Breite von 1 bis 1,5, selten bis zu 3,6 Zentimetern lanzettlich bis schmal-elliptisch mit einem stumpfem oder rasch in eine kurze Spitze sich verschmälerndem oberen Ende. Die Blättchen der oberen Blätter sind stets schmäler als die der unteren. Alle Blättchen zeigen fünf oder sieben Längsnerven und eine Netznervatur. Die Nebenblätter sind „halbpfeilförmig“ und mindestens halb so lang wie die Blattstiele.

### Generative Merkmale
Die Blütezeit reicht von Juli bis August. Auf seitenständigen Blütenstandsschäften befinden sich traubige Blütenstände, die länger als das dazugehörige Tragblatt sind und drei bis zwölf Blüten enthalten.
Die zwittrige Blüte ist bei einer Länge von 15 bis 20 Millimetern zygomorph und fünfzählig mit doppelter Blütenhülle. Die fünf Kelchblätter sind verwachsen und der Kelch ist zweilippig. Die fünf Kelchzähne sind ungleich lang und nur durch schmale Buchten getrennt. Die rosa- bis purpurfarbene Blütenkrone besitzt die typische Form einer Schmetterlingsblüte. Das Schiffchen oft fast weiß. Das oberste der zehn Staubblätter ist frei, die Staubblattröhre ist rechtwinkelig abgeschnitten.
Die etwas raue Hülsenfrucht ist 65 bis 75 Millimeter lang und 9 bis 11 Millimeter breit. Das Hilum (Samennabel) macht weniger als ein Drittel der Länge des Samens aus.

### Chromosomensatz
Die Chromosomengrundzahl beträgt x = 7; es liegt Diploidie mit einer Chromosomenzahl von 2n = 14 vor.

## Ökologie
Bei der Verschiedenblättrigen Platterbse handelt es sich um einen mesomorphen Hemikryptophyten.
Blütenökologisch handelt es sich um Schmetterlingsblumen vom Fabaceentyp mit Schnelleinrichtung. Die Bestäubung erfolgt durch Insekten, meist durch Hymenopteren, die durch Nektar belohnt werden.

## Vorkommen und Gefährdung
Für die Verschiedenblättrige Platterbse gibt es Fundortangaben für Portugal, östliche bis zentrale Spanien, Südfrankreich, Sardinien, Norditalien, Großbritannien, Deutschland, Österreich, die Schweiz, die frühere Tschechoslowakei, Polen und Schweden. Sie kommt in der Schweiz zerstreut vor.
Die Verschiedenblättrige Platterbse wurde in der Roten Liste der gefährdeten Pflanzenarten von Metzing et al. 2018 in die Gefährdungskategorie 3 = „gefährdet“ gestellt. Sie ist in der Schweiz in der Roten Liste der gefährdeten Pflanzenarten 2016 als LC = „Least Concern“ = „nicht gefährdet“ bewertet. Sie ist in Frankreich in der Roten Liste der gefährdeten Pflanzenarten als LC = „Least Concern“ = „nicht gefährdet“ bewertet.
Sie gedeiht in Mitteleuropa im Saum lichter Gebüsche, in Waldlichtungen, auf Steinschutt und auf Mergelrutschen. Lathyrus heterophyllus ist eine Charakterart der Ordnung Origanetalia und kommt auch in Pflanzengesellschaften des Verbands Mesobromion und in Kontakt zu Pflanzengesellschaften der Verbände Stipion calamagrostis oder Erico-Pinion vor. Im Schweizer Jura ist Lathyrus heterophyllus eine Charakterart der Pflanzengesellschaft Veronico-Lathyretum heterophylli aus dem Verband Mesophiler Krautsaum (Trifolion medii).
Sie steigt im Wallis bis in Höhenlagen von 1840 Metern und in den Französischen Alpen bis 1900 Metern auf.
Die ökologischen Zeigerwerte nach Landolt et al. 2010 sind in der Schweiz: Feuchtezahl F = 2w (mäßig trocken, aber mäßig wechselnd), Lichtzahl L = 4 (hell), Reaktionszahl R = 5 (basisch), Temperaturzahl T = 3+ (unter-montan und ober-kollin), Nährstoffzahl N = 2 (nährstoffarm), Kontinentalitätszahl K = 5 (kontinental).

## Taxonomie
Die Erstveröffentlichung von Lathyrus heterophyllus erfolgte 1753 durch Carl von Linné in Species Plantarum, Tomus II, S. 733. Das Artepitheton heterophyllus bedeutet „verschiedenblättrig“. Homonyme sind: Lathyrus heterophyllus Gouan (Hortus Monsp. 1762, S. 370) und Lathyrus heterophyllus Lapeyr. (Histoire Abrégée des Plantes des Pyrénées, 1813, S. 416).